# منصور بن كيغلغ
منصور بن كيغلغ (؟ - 350 هـ/960) هو شاعر عاش في العصر العباسي. كان أبوه كيغلغ أحد أمراء الشام، وله ثلاثة أبناء جميعهم شعراء وأشهرهم منصور، وتناول منصور في شعره الوصف والغزل والنسيب والخمريات. تُوفي منصور بن كيغلغ في سنة 350هـ.